# Titolo originario
Con titolo originario si designa la condizione per cui il diritto di proprietà che si acquista su un oggetto è indipendente dal diritto di un precedente proprietario.
Ciò succede quando la cosa non ha un precedente proprietario, ma anche quando il diritto del precedente proprietario è destinato a soccombere di fronte al diritto di chi acquista a titolo originario.
Conseguenza dell'acquisto a titolo originario è che la proprietà si acquista libera da ogni diritto altrui che avesse gravato il precedente proprietario. L'acquisto a titolo originario estingue dunque i diritti reali minori e le garanzie reali in precedenza costituiti sull'oggetto.
Sono modi di acquisto a titolo originario:
- occupazione di res nullius o derelicta[2]
- invenzione[3]
- accessione[4]
- unione e commistione (ricomprese nella categoria dell'accessione di cosa mobile a cosa mobile)[5]
- specificazione[6]
- usucapione[7]